# Transformers (filmová série)
Transformers je filmová série amerických sci-fi akčních filmů založených na hračkách Transformers od společnosti Hasbro. Michael Bay režíroval prvních pět filmů: Transformers (2007), Transformers: Pomsta poražených (2009), Transformers 3 (2011), Transformers: Zánik (2014) a Transformers: Poslední rytíř (2017). Filmový spin-off Bumblebee, režírovaný Travisem Knightem a produkovaný Michaelem Bayem, byl vydán 21. prosince 2018. Distributory série jsou společnosti Paramount Pictures a DreamWorks Pictures. Většina filmů série Transformers obdržela negativní a smíšenou kritiku, přičemž Bumblebee byl kritiky přijat pozitivně. Jedná se o třináctou nejvýdělečnější filmovou sérii na světě s celkovými tržbami 4,3 miliardy dolarů, z toho dva filmy série vydělaly po jedné miliardě.

## Filmy
| Český název                     | Originální název                    | Datum vydání v USA | Režie            | Scénář                                                | Produkce                                                                                        |
| Hrané filmy                     | Hrané filmy                         | Hrané filmy        | Hrané filmy      | Hrané filmy                                           | Hrané filmy                                                                                     |
| ------------------------------- | ----------------------------------- | ------------------ | ---------------- | ----------------------------------------------------- | ----------------------------------------------------------------------------------------------- |
| Transformers                    | Transformers                        | 3. července 2007   | Michael Bay      | John Rogers, Roberto Orci a Alex Kurtzman             | Lorenzo di Bonaventura, Tom DeSanto, Don Murphy a Ian Bryce                                     |
| Transformers: Pomsta poražených | Transformers: Revenge of the Fallen | 25. června 2009    | Michael Bay      | Ehren Kruger, Roberto Orci a Alex Kurtzman            | Lorenzo di Bonaventura, Tom DeSanto, Don Murphy a Ian Bryce                                     |
| Transformers 3                  | Transformers: Dark of the Moon      | 29. června 2011    | Michael Bay      | Ehren Kruger                                          | Lorenzo di Bonaventura, Tom DeSanto, Don Murphy a Ian Bryce                                     |
| Transformers: Zánik             | Transformers: Age of Extinction     | 27. června 2014    | Michael Bay      | Ehren Kruger                                          | Lorenzo di Bonaventura, Tom DeSanto, Don Murphy a Ian Bryce                                     |
| Transformers: Poslední rytíř    | Transformers: The Last Knight       | 21. června 2017    | Michael Bay      | Akiva Goldsman, Art Marcum, Matt Holloway a Ken Nolan | Lorenzo di Bonaventura, Tom DeSanto, Don Murphy a Ian Bryce                                     |
| Bumblebee                       | Bumblebee                           | 21. prosince 2018  | Travis Knight    | Christina Hodson                                      | Lorenzo di Bonaventura, Tom DeSanto, Don Murphy, Michael Bay a Mark Vahradian                   |
| Transformers: Probuzení monster | Transformers: Rise of the Beasts    | 9. června 2023     | Steven Caple Jr. | Darnell Metayer, Josh Peters a Joby Harold            | Lorenzo di Bonaventura, Tom DeSanto, Don Murphy, Michael Bay, Mark Vahradian a Duncan Henderson |
| Animované filmy                 |                                     |                    |                  |                                                       |                                                                                                 |
| Transformers Jedna              | Transformers One                    | 19. července 2024  | Josh Cooley      | Andrew Barrer, Gabriel Ferrari a Josh Cooley          | Lorenzo di Bonaventura, Tom DeSanto, Don Murphy a Mark Vahradian                                |

### Bumblebee(2018)
Bumblebee je americký sci-fi film z roku 2018 a zaměřuje se na Transformera Bumblebeeho. Původně se mělo jednat o spin-off, později bylo řečeno, že se jedná o prequel k filmové sérii, až nakonec bylo upřesněno, že Bumblebee rebootuje celou franšízu. Režisérem filmu je Travis Knight a scenáristou Christina Hodson. Hlavní role hrají Hailee Steinfeld, John Cena, Jorge Lendeborg Jr., John Ortiz, Jason Drucker, Pamela Adlon a Dylan O'Brien, který nadaboval Bumblebeeho. Design a styl filmu se inspiruje jak touto sérií, tak i franšízou hraček Transformers: Generation 1.
Hlavní natáčení filmů začalo 31. července 2017 a skončilo 10. listopadu 2017. Natáčelo se ve městech Los Angeles, San Francisco, Santa Cruz a Vallejo pod pracovním názvem Brighton Falls. Bumblebee byl do amerických kin uveden 21. prosince 2018. Při filmovém rozpočtu 102–135 milionů dolarů vydělal Bumblebee 468 milionů dolarů. Kritiky byl pozitivně přijat. Po jeho úspěchu Hasbro oznámilo, že má v plánu vytvořit další jemu podobné filmy.

### Transformers: Probuzení monster(2023)
Dne 27. ledna 2020 bylo oznámeno, že jsou ve vývoji dva filmy série. Pokračování Bumblebeeho píše James Vanderbilt a adaptaci franšízy Transformers: Beast Wars píše Joby Harold. V listopadu 2021 Paramount ohlásil, že další hraný film ze světa Transformers by měl mít premiéru 9. června 2023.

### Transformers One(2024)
V září 2015 bylo ohlášeno, že Barrer a Ferrari napíší scénář k novému filmu s pracovním názvem Transformers One, jenž by se měl odehrávat na počátku Cybertronu.
V dubnu 2020 byl na pozici režiséra animovaného prequelové filmu najat Josh Cooley. O jeho produkci by se měly postarat společnosti Entertainment One a Paramount Animation. Barrer a Ferrari pracují na novém konceptu scénáře „Transformers One“. Příběh se bude odehrávat výhradně na Cybertronu a bude prozkoumávat vztah mezi Optimem Primem a Megatronem, a to jak s novými informacemi, tak s těmi původními z hraných filmů. Lorenzo di Bonaventura a Mark Vahradian by se měli stát jeho producenty.

### Budoucnost

#### Sdílený vesmír
V březnu 2013, během vydání filmu G. I. Joe: Odveta, producent di Bonaventura oznámil, že studio plánuje vytvořit crossover mezi sériemi G.I. Joe a Transformers. Dne 26. července 2013 Jon M. Chu, režisér G. I. Joe: Odveta, projevil zájem o režii crossoveru. Přestože di Bonaventura řekl, že hlavní plány franšízy nezahrnují produkci crossoveru, uznal, že se jedná o projekt, který by rádi udělali.
V březnu 2015 byl Akiva Goldsman pověřen vytvořením plánu univerza „Transformers Cinematic Universe“ a vývojem několika filmů. V květnu téhož roku bylo oznámeno, že Robert Kirkman, Zak Penn, Art Marcum and Matt Holloway, Jeff Pinkner, Andrew Barrer, Gabriel Ferrari, Christina Hodson, Lindsey Beer, Ken Nolan, Geneva Robertson-Dworet a Steven DeKnight byli najati na posty scenáristů nadcházejících dílů série. Jedním z projektů byl například Beast Wars, film zaměřující se na původu Cybertronu. V červnu 2015 bylo oznámeno, že studio Paramount Pictures vybralo pro univerzum Transformers Cinematic Universe dvanáct filmových projektů. V únoru 2016 společnost Hasbro oznámila produkci tří nových filmů: pátého filmu série Transformers: Poslední rytíř, spin-offu o Bumblebeem a šestého nepojmenovaného pokračování Posledního rytíře.

#### Ostatní projekty
Dne 21. července 2017 byl vydán film Transformers: Poslední rytíř. Byl negativně přijat kritiky a tržby byly oproti předešlým filmům velmi nízké. Dne 23. května 2018 bylo společností Paramount oznámeno, že pokračování bylo staženo z plánu vydání. V prosinci téhož roku Lorenzo di Bonaventura řekl, že se v sérii objeví další filmy, přičemž její styl a tón projde po úspěchu Bumblebeeho změnami. V březnu 2019 Lorenzo di Bonaventura uvedl, že studio vyvíjí pokračování filmů Bumblebee a Poslední rytíř. Následujícího měsíce však řekl, že přímé pokračování filmu Transformers: Poslední rytíř ve vývoji není.

## Štáb
| Film                            | Hudba            | Kamera            | Střih                                                                                   | Produkční společnost                                                  | Distribuce                               | Délka     |
| ------------------------------- | ---------------- | ----------------- | --------------------------------------------------------------------------------------- | --------------------------------------------------------------------- | ---------------------------------------- | --------- |
| Transformers                    | Steve Jablonsky  | Mitchell Amundsen | Paul Rubell, Glen Scantlebury a Thomas A. Muldoon                                       | Hasbro a Di Bonaventura Pictures                                      | Paramount Pictures a DreamWorks Pictures | 143 minut |
| Transformers: Pomsta poražených | Steve Jablonsky  | Ben Seresin       | Roger Barton, Paul Rubell, Joel Negron a Thomas A. Muldoon                              | Hasbro a Di Bonaventura Pictures                                      | Paramount Pictures a DreamWorks Pictures | 150 minut |
| Transformers 3                  | Steve Jablonsky  | Amir Mokri        | Roger Barton, William Goldenberg a Joel Negron                                          | Hasbro a Di Bonaventura Pictures                                      | Paramount Pictures                       | 154 minut |
| Transformers: Zánik             | Steve Jablonsky  | Amir Mokri        | Roger Barton, William Goldenberg a Paul Rubell                                          | Hasbro a Di Bonaventura Pictures                                      | Paramount Pictures                       | 165 minut |
| Transformers: Poslední rytíř    | Steve Jablonsky  | Jonathan Sela     | Mark Sanger, John Refoua, Debra Neil-Fisher, Roger Barton, Adam Gerstel a Calvin Wimmer | Hasbro a Di Bonaventura Pictures                                      | Paramount Pictures                       | 149 minut |
| Bumblebee                       | Dario Marianelli | Enrique Chediak   | Paul Rubell                                                                             | Hasbro, Di Bonaventura Pictures, Allspark Pictures a Tencent Pictures | Paramount Pictures                       | 114 minut |

## Přijetí

### Tržby
| Film                            | Tržby (USD)     | Tržby (USD)   | Tržby (USD)   | Rozpočet (USD) | Zdroj  |
| Film                            | Severní Amerika | Ostatní státy | Celosvětově   | Rozpočet (USD) | Zdroj  |
| ------------------------------- | --------------- | ------------- | ------------- | -------------- | ------ |
| Transformers                    | 319,2 milionu   | 390,5 milionu | 709,7 milionu | 150 milionů    | [ 37 ] |
| Transformers: Pomsta poražených | 402,1 milionu   | 434,2 milionu | 836,3 milionu | 200 milionů    | [ 38 ] |
| Transformers 3                  | 352,4 milionu   | 771,4 milionu | 1,10 miliard  | 195 milionů    | [ 39 ] |
| Transformers: Zánik             | 245,4 milionu   | 858,6 milionu | 1,10 miliard  | 210 milionů    | [ 40 ] |
| Transformers: Poslední rytíř    | 130,2 milionu   | 475,3 milionu | 605,4 milionu | 217 milionů    | [ 41 ] |
| Bumblebee                       | 127,2 milionu   | 340,7 milionu | 468,1 milionu | 135 milionů    | [ 14 ] |
| Celkem                          | 1,58 miliardy   | 3,26 miliardy | 4,84 miliardy | 1,107 miliardy |        |

### Kritika
| Film                                             | Rotten Tomatoes   | Metacritic      | CinemaScore |
| ------------------------------------------------ | ----------------- | --------------- | ----------- |
| Transformers                                     | 58% (226 recenzí) | 61 (35 recenzí) | A           |
| Transformers: Pomsta poražených                  | 20% (250 recenzí) | 35 (32 recenzí) | B+          |
| Transformers 3                                   | 35% (260 recenzí) | 42 (37 recenzí) | A           |
| Transformers: Zánik                              | 18% (206 recenzí) | 32 (38 recenzí) | A−          |
| Transformers: Poslední rytíř                     | 15% (244 recenzí) | 27 (47 recenzí) | B+          |
| Bumblebee                                        | 92% (235 recenzí) | 66 (39 recenzí) | A−          |
| Tabulka byla aktualizována ke dni 4. ledna 2020. |                   |                 |             |

### Nominace a ocenění
Cena Akademie
| Střih zvuku     | nominace |          | nominace |
| Zvuk            | nominace | nominace | nominace |
| Vizuální efekty | nominace |          | nominace |

Zlatá malina
| Kategorie                                                   | Filmy                 | Filmy                                                        | Filmy                                                  | Filmy                                                      | Filmy                                                         | Filmy     |
| Kategorie                                                   | Transformers          | Transformers: Pomsta poražených                              | Transformers 3                                         | Transformers: Zánik                                        | Transformers: Poslední rytíř                                  | Bumblebee |
| ----------------------------------------------------------- | --------------------- | ------------------------------------------------------------ | ------------------------------------------------------ | ---------------------------------------------------------- | ------------------------------------------------------------- | --------- |
| Nejhorší film                                               |                       | vítězství                                                    | nominace                                               | nominace                                                   | nominace                                                      |           |
| Nejhorší režisér                                            |                       | vítězství                                                    | nominace                                               | vítězství                                                  | nominace                                                      |           |
| Nejhorší herec                                              |                       |                                                              |                                                        |                                                            | nominace (Mark Wahlberg)                                      |           |
| Nejhorší herečka                                            |                       | nominace (Megan Fox)                                         |                                                        |                                                            |                                                               |           |
| Nejhorší herec ve vedlejší roli                             | nominace (Jon Voight) |                                                              | nominace (Patrick Dempsey)                             | vítězství (Kelsey Grammer)                                 | nominace (Anthony Hopkins)                                    |           |
| Nejhorší herečka ve vedlejší roli                           |                       | nominace (Julie White)                                       | nominace (Rosie Huntington-Whiteleyová)                | nominace (Nicola Peltz)                                    | nominace (Laura Haddock)                                      |           |
| Nejhorší pár na plátně                                      |                       | nominace (Shia LaBeouf a Megan Fox či jakýkoliv Transformer) | nominace (Shia LaBeouf a Rosie Huntington-Whiteleyová) |                                                            |                                                               |           |
| Nejhorší obsazení na plátně                                 |                       |                                                              | nominace (celé obsazení filmu)                         |                                                            |                                                               |           |
| Nejhorší spojení na filmovém plátně                         |                       |                                                              |                                                        | nominace (jakýkoli dva roboti, herci nebo robotičtí herci) | nominace (jakákoli kombinace dvou robotů, herců nebo explozí) |           |
| Nejhorší prequel, remake, rip-off nebo sequel               |                       | nominace                                                     |                                                        | nominace                                                   | nominace                                                      |           |
| Nejhorší scénář                                             |                       | vítězství                                                    | nominace                                               | nominace                                                   | nominace                                                      |           |
| Film nominovaný na Malinu tak zkažený, že ho musíte milovat |                       |                                                              |                                                        |                                                            | nominace                                                      |           |
| Malinová cena vykoupení                                     |                       |                                                              |                                                        |                                                            |                                                               | nominace  |